# Kolga (Mythologie)
|  | Dieser Artikel oder Abschnitt wurde wegen inhaltlicher Mängel auf der Qualitätssicherungsseite des Projekts Germanen eingetragen. Dies geschieht, um die Qualität der Artikel aus diesem Themengebiet auf ein akzeptables Niveau zu bringen. Bitte hilf mit, die Mängel dieses Artikels zu beseitigen, und beteilige dich an der Diskussion! |

Kolga (die „Kalte“) ist nach der nordischen Mythologie eine Meeresriesin und eine der neun Töchter des Ägir und der Rán.
Sie gehört wie ihre Schwestern zu den Wellenmädchen, denn alle symbolisieren sie eine bestimmte Wellenform des Meeres. Ihre Schwestern heißen: Himingläfa, Dusa, Blödughadda, Heffrig, Udor, Raun, Bylgia und Dröbna. Mit all diesen Wellentöchtern zeugte Odin den Gott Heimdall.
Außerdem ist Kolga der Name des im Jahre 1878 entdeckten Asteroiden (191) Kolga.